# Mundial de Clubes FIFA
O Mundial de Clubes FIFA (em inglês:  FIFA Club World Cup ou em francês:  Coupe du Monde des Clubs de la FIFA) é uma competição quadrienal internacional entre clubes de futebol masculino organizada pela Federação Internacional de Futebol (FIFA), o órgão dirigente global do esporte. A primeira edição teve início em junho de 2025, nos Estados Unidos.
A competição tem o formato que a Copa do Mundo FIFA apresentou de 1998 a 2022: 32 equipes, dispostas em 8 grupos de quatro cada, e o mata-mata a partir das oitavas. Participam representantes das seis confederações da FIFA, através de título ou ranking continental; por este, classificam-se os clubes de melhor desempenho nos quatro anos anteriores à cada edição. Há, ainda, a vaga destinada ao representante do país-sede.
É também apelidada, pela grande mídia brasileira, de "Super Mundial de Clubes" ou "Copa do Mundo". Paralelamente, a FIFA continua a organizar um mundial anual interclubes, a Copa Intercontinental da FIFA (antiga Copa do Mundo de Clubes da FIFA renomeada), que tem como antecedente a Copa Intercontinental (1960 a 2004) de mesmo nome.
O Chelsea Football Club, campeão da Liga Conferência da UEFA do mesmo ano, foi o primeiro campeão do Mundial de Clubes da FIFA após vencer o atual campeão da Liga dos Campeões, Paris Saint-Germain. No MetLife Stadium, o clube inglês venceu o clube de Paris por 3-0, com gols de Cole Palmer e João Pedro.

## História

Ilustração do troféu do Mundial de Clubes divulgado pela FIFA em 14 de novembro de 2024, tendo a sua presença física no sorteio dos grupos em 5 de dezembro do mesmo ano.

A fim de ampliar e desenvolver melhor o futebol mundial, a entidade máxima do futebol anunciou novas melhorias para os torneios de clubes e seleções, principalmente mais participantes como a Copa do Mundo FIFA expandida; e no caso do "novo mundial de clubes", a "nova competição histórica de clubes" projetada pelo Conselho da FIFA desde 2016 com o comitê stakeholders da entidade e outras partes interessadas, um "novo real torneio de clubes", segundo o atual presidente da FIFA, Gianni Infantino. De acordo com o presidente, o novo torneio será mais rentável, terá mais jogos e diminuirá os conflitos dos calendários nacionais e as datas FIFA. A proposta foi apresentada pelo conselho da entidade durante reunião em março de 2019 em Bogotá, na Colômbia. A nova competição, inicialmente planejada para ocorrer a partir de 2021, teria a dupla função de substituir dois torneios que a FIFA, outros agentes do esporte e imprensa especializada consideravam como fracasso de público e crítica: a Copa do Mundo de Clubes (atual Copa Intercontinental da FIFA revitalizada) e a Copa das Confederações (última edição organizada na Rússia, em 2017). Em 2024, após o anúncio do primeiro patrocinador oficial do torneio, a Hisense, Infantino disse que se tratava de uma verdadeira competição global, efetivamente uma Copa do Mundo para clubes.
Após quase 100 anos de história de Copas do Mundo (de seleções nacionais da FIFA), já era hora de criarmos uma nova competição para celebrar o futebol de clubes.— Gianni Infantino, presidente da FIFA - 30 de outubro de 2024, site oficial da entidade.
Mais tarde, em outra oportunidade disse:

O Mundial de Clubes FIFA do ano que vem vai trazer para o futebol dos clubes a magia dos Mundiais de seleção. Este torneio será o início de algo histórico... Todos nós já vimos dezenas de milhares de torcedores argentinos viajarem para ver Boca e River competirem na Copa Intercontinental e na antiga Copa do Mundo de Clubes da FIFA no Japão. Em breve desfrutaremos de um evento ainda maior.— Gianni Infantino, presidente da FIFA - 12 de novembro de 2024, site oficial da entidade.
A ideia original era que a competição tivesse 24 clubes: oito da Europa, seis da América do Sul e as demais divididas entre os demais continentes. A FIFA deixou para cada confederação continental definir os critérios de classificação ao Mundial. A Associação de Clubes Europeus foi contra o formato do novo torneio. Previsto para ocorrer na China em 2021, a competição teve que ser adiada indefinidamente devido a pandemia de COVID-19, assim como sua existência e continuação pela FIFA. O evento, que deve ocorrer a cada quatro anos, acabou sendo marcado para os Estados Unidos, em junho de 2025, com a inclusão de 32 clubes, e não 24, como foi planejado para 2021, e não mais, na China. Por fim, os clubes de alguns países da antiga cortina de ferro já tinham sido excluídos do futebol internacional e o maior campeão europeu, o Real Madrid, confirmaria depois a sua presença no novo mundial de clubes. Em 17 de dezembro de 2023, o Conselho da FIFA definiu que será a primeira edição do novo torneio global da entidade denominado de Mundial de Clubes FIFA (oficialmente escrito em português). De acordo com a entidade, além do nome, o troféu e a marca da nova competição, pelo título de melhor clube do mundo, serão "inovadores e modernos" em uma "plataforma relevante para os clubes seguindo o caminho estabelecido pelas seleções nacionais". Em 4 de setembro de 2024, a FIFA divulgou o emblema oficial e o hino do mundial quadrienal. O emblema inspira-se na bola, na história e na cultura do futebol, com as iniciais do torneio abstraídas em um ícone circular do nome Mundial de Clubes - Club World Cup (em inglês). Mais tarde, a FIFA revelou que a bola oficial do torneio inaugural foi desenhada em parceria com a Adidas para homenagear o país sede, os Estados Unidos. O hino oficial do torneio contará com a música Freed from Desire, da cantora italiana Gala Rizzatto. O ex-jogador Cafu que faz parte do comitê stakeholders da FIFA (que projetou o novo mundial de clubes com o Conselho da FIFA) participou de reportagem da entidade sobre a primeira Copa do Mundo para clubes, "onde os primeiros verdadeiros campeões mundiais de clubes da FIFA serão coroados". Seguindo a tradição histórica das competições de seleções da FIFA:
| “                                                                 | Os primeiros campeões mundiais de clubes oficiais da FIFA, a serem coroados nos Estados Unidos, no domingo (13/07/2025), ganharão o direito de usar um escudo exclusivo dos Campeões Mundiais da FIFA em seu uniforme durante toda a duração de seu reinado. | ” |
| — Gianni Infantino, presidente da FIFA, site oficial da entidade, | |   |

A FIFA decidiu "manter uma competição anual de clubes" revitalizada em 2024, a nova Copa Intercontinental da FIFA, certame entre os seis campeões continentais, em sistema eliminatório. É a continuidade da Copa do Mundo de Clubes da FIFA, o torneio anual de clubes da FIFA que foi renomeado. O "novo formato" é descrito como "uma evolução do torneio anterior que coroa anualmente o principal clube do mundo". Nesta, há competições intercontinentais anexas, a Copa África-Ásia-Pacífico, o Dérbi das Américas e a Copa Challenger, antes da final que define o campeão mundial anual.

## Títulos

### Por clubes
| Clube               | Títulos  | Vices    | Semifinalistas |
| ------------------- | -------- | -------- | -------------- |
| Chelsea             | 1 (2025) | –        | –              |
| Paris Saint-Germain | –        | 1 (2025) | –              |
| Fluminense          | –        | –        | 1 (2025)       |
| Real Madrid         | –        | –        | 1 (2025)       |

### Por confederações
| Confederação | Títulos  | Vices    | Semifinalistas |
| ------------ | -------- | -------- | -------------- |
| UEFA         | 1 (2025) | 1 (2025) | 1 (2025)       |
| CONMEBOL     | –        | –        | 1 (2025)       |

### Por países
| País       | Títulos  | Vices    | Semifinalistas |
| ---------- | -------- | -------- | -------------- |
| Inglaterra | 1 (2025) | –        | –              |
| França     | –        | 1 (2025) | –              |
| Brasil     | –        | –        | 1 (2025)       |
| Espanha    | –        | –        | 1 (2025)       |